# Rosier (groupe de musique)
Pour les articles homonymes, voir Rosier (homonymie).
 (décembre 2023).
Rosier est un collectif québécois de folk et d'indie folk originaire de Montréal. Formé en 2008 sous le nom Les Poules à Colin, il cumule quatre albums et un EP : Hébertisme nocturne (2011), Ste-Waves (2014), Morose (2017), Rosier (2019) et Légèrement (2021).

## Biographie
Les cinq musiciens qui composent Rosier jouent ensemble depuis 2008 ; Béatrix Méthé était âgée de 13 ans lorsqu'elle a fondé le groupe Les poules à Colin avec ses amis d'enfance : Colin et Marie Savoie-Levac (qui sont d’ailleurs frère et sœur), Éléonore Pitre, Sarah Marchand et Olivier Bernatchez,.
Le groupe chante en français et en anglais.
Anciennement connu sous le nom Les poules à Colin, le groupe interprète tout d'abord de la musique traditionnelle, puis se tourne vers l'indie folk et change de nom en 2019 , : « C’était une joke qu’on avait faite en 2008, [...]. On avait un Colin dans le groupe et on trouvait le nom drôle. Mais il était temps que cette joke-là cesse ! Il n’y a rien d’ironique et macho dans ce qu’on fait. On a pris le nom de Rosier, qui est simple et poétique,. ».
En plus de s'être produit aux Francos de Montréal en juin 2022, le collectif s'est notamment produit au Canada, aux États-Unis, en Europe, en Grande-Bretagne, en Australie, en Nouvelle-Zélande et en Afrique,.